# Heroon von Trysa

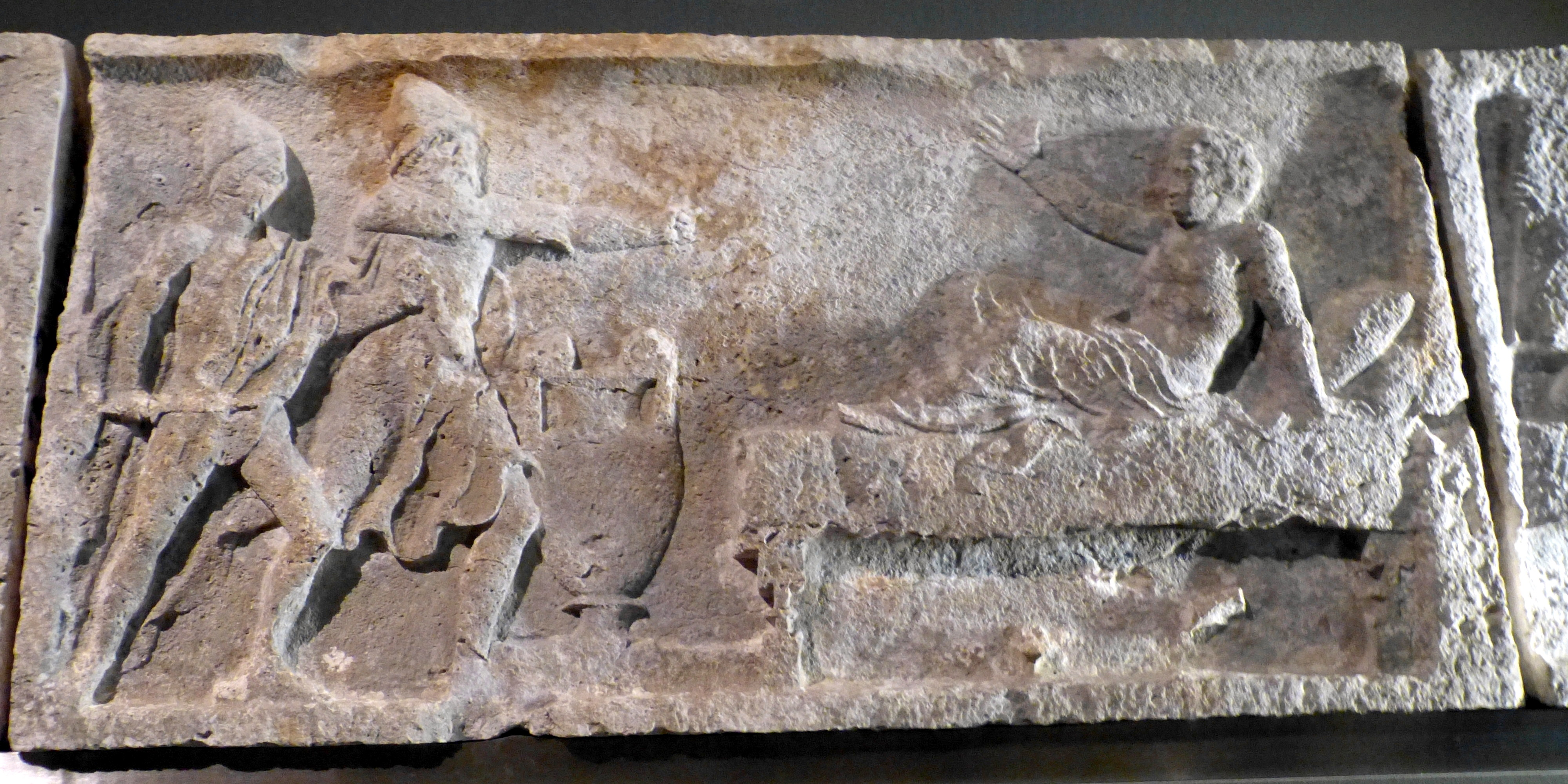
Reliefplatte (380 v. Chr.) mit Freiermord des Odysseus, vom Heroon von Trysa, Kunsthistorisches Museum, Wien

Beim Heroon von Trysa handelt es sich um eine antike Grabanlage aus Lykien, im Südwesten der Türkei. Es wurde am 20. Dezember 1841 vom Gymnasiallehrer Julius August Schönborn (1801–1857) während seiner Forschungsreisen durch Lykien wiederentdeckt und erstmals beschrieben. Die grundlegende Erforschung erfolgte durch Otto Benndorf.

## Datierung und Erbauer
Das Heroon wird um die Jahrhundertwende vom 5. in das 4. Jahrhundert vor Christus datiert. Publiziert sind Vorschläge für frühe und späte Datierungen für die Zeiträume um 410–400 bis 380–370 v. Chr., wobei das Alter der umliegenden Siedlungsterrassen für sich allein nicht als maßgebend gesehen wird. Die Datierung stützt sich weitgehend auf Vergleiche mit ähnlichen, aber zeitmäßig datierbaren Bauten der Antike.
Der Erbauer des Heroons ist nicht bekannt. Zur Diskussion steht ein Dynast mit dem Namen Trbēnimi, der die Grabstätte um 380 v. Chr. für sich und seine Familie hätte erbauen lassen oder ein Herrscher namens Mithrapata.

## Bestand
Die Anlage besteht aus einer ca. 20 × 23 m großen viereckigen Ummauerung mit einem Eingangstor, die mit Friesen mit Darstellungen aus der Mythologie bedeckt sind. Die Mauern sind ca. 1 m dick und 3 m hoch. Sie waren mit zwei Reihen von Friesen geschmückt, die zusammen auf 211 m gerechnet wurden. Nicht mehr vorhanden sind ca. 32 m, was für antike Denkmäler als relativ hoher Vollständigkeitsgrad gesehen wird. In der Ummauerung befindet sich ein Grabbau, von dem nur mehr die Grundmauern und wenige Reste von Friesen erhalten sind.
Die Friese sind aus dem Kalkstein gehauen, der am Aufstellungsort gebrochen werden konnte (kein Marmor) und der im Lauf der Zeit teilweise verwitterte. Das Bildprogramm umfasst fast 600 Figuren und beschäftigt sich mit griechischen, lykischen, orientalischen und ägyptischen Themen. Von der ursprünglichen Bemalung sind nur mehr winzige Reste von roter, blauer oder schwarzer Farbe erhalten.
Der Torschmuck wird durch ein Medusenhaupt, durch Stierprotomen und Bes-Figuren unterstrichen, während Tänzer und sitzende Paare sich auf das Jenseits und auf kultische Handlungen für den Verstorbenen beziehen. Weiters werden die Mythen der Heroen Theseus, Perseus, Odysseus, Meleager und Atalante bzw. der Helden im Kampf um Theben oder die kalydonische Eberjagd behandelt. Weitere Friesreihen sind den Themen Kentauromachie (Kentaurenschlacht) und Amazonomachie gewidmet.

## Übertragung nach Wien
Die Reliefs wurden von den Steinblöcken der Mauern des Heroons getrennt und als ca. 20 cm dicke Platten in den Jahren 1882–1884 gemeinsam mit einem Sarkophag des Dereimis und Aischylos mit Genehmigung der türkischen Behörden mit Unterstützung durch die österreichische Kriegsmarine und eine Gruppe von Mäzenen nach Wien gebracht. Grundlage für die offizielle Erlaubnis dafür war ein Ferman des Sultans Abdul Hamid II. vom Februar 1882. Der Sarkophag stand außerhalb des Heroons und wurde wegen seines guten Erhaltungszustandes nach Wien gebracht. Er wird zeitgleich mit dem Heroon datiert. Für die Transporte musste eine eigene Straße mit einer Rampe angelegt werden. Ein Transportschlitten mit dem Türsturz des Eingangs stürzte ab, wobei der Stein zerbrach. Er konnte aber später wieder zusammengesetzt werden.
Das Heroon war teilweise zunächst im Untergeschoss und (Tor, Sarkophag) in einem Hof des Kunsthistorischen Museums, dann (1971 neu adaptiert) bis 1990 im 2. Innenhof und dem anschließenden Ausstellungsraum der Antikensammlung des Kunsthistorischen Museums in Wien aufgestellt, wobei die Friesstreifen mehrmals geteilt werden mussten. Weitere Teile befanden sich im Depot der Antikenabteilung (sog. „Heroondepot“) des Museums, weil im Bau dieses Museums, der bereits im Gange war, kein Raum für die Darstellung einer größeren Anlage vorgesehen war.
Das Heroon war über viele Jahre nur nach Anmeldung in der Antikensammlung zu besichtigen. Erst unter Rudolf Noll, der 1963 Direktor der Antikenabteilung wurde, wurde das Heroon der Öffentlichkeit zugänglich gemacht. In diesem Zusammenhang erfolgte eine Renovierung, bei der auch die Schutzdächer für die im Freien aufgestellten Objekte erneuert wurden. Danach wurde das Heroon im Rahmen einer Veranstaltungsserie der Antikensammlung vom 22. bis 28. Oktober 1984 der Öffentlichkeit vorgestellt. Ein Gebäude in der Umgebung des Wiener Kunsthistorischen Museums, welches das Heroon ähnlich dem späteren Pergamonmuseum in Berlin als Architekturmuseum aufnehmen sollte und für das es bereits Pläne von George Niemann gegeben hatte, kam nicht zustande.

## Zugänglichkeit
Teile der Westwand und der Südwand des Heroons sind im zweiten Stock des Ephesos-Museums in Wien ausgestellt, drei weitere Reliefplatten in der Antikensammlung des Kunsthistorischen Museums. Weitere Teile befinden sich in Depots dieses Museums.
2022 war geplant, im Rahmen des Ephesos Museums auch die Friese des Heroons in ihrer ganzen Größe zu präsentieren. Die vollständige Aufstellung sollte in den bisherigen Räumen des Hauses der Geschichte erfolgen. Die vorgesehenen Ausstellungsflächen für die schweren Objekte wurden durch Umbauarbeiten mit einem Kostenaufwand von ca. 6 Mio. Euro statisch gesichert. Die Arbeiten verzögerten sich, weil für das Haus der Geschichte noch keine Entscheidung über eine Verlegung in neue Räume getroffen wurde. Diese Entscheidung wurde erst am 13. November 2023 veröffentlicht, die Verlegung in neue Räume im Museumsquartier wurde für 2028 geplant.

## Forschungsprojekt
Das Kunsthistorische Museum betreute 2007 bis 2015 ein Forschungsprojekt zur Untersuchung von ca. 152 Reliefplatten (einige Mauerblöcke mit Friesen waren bereits in den Jahren nach der ersten Entdeckung verlorengegangen), welche die nahezu quadratische Umfassungsmauer der Grabanlage schmückten. Im Zuge dieses Projektes wurde ein Katalog der Reliefplatten erstellt, in dem neben Maßen und Erhaltungszustand auch eine detaillierte Beschreibung und stilistische Analyse der Figuren dargelegt wird. Nach Abschluss des Forschungsprojektes erfolgte eine umfassende Publikation. Fotografische Neuaufnahmen, die vom Fotoatelier des Kunsthistorischen Museums im Jahr 2007 von den restaurierten Reliefplatten angefertigt wurden, illustrieren die Publikation. Bis dahin waren nur die zeitbedingt weniger scharfen Aufnahmen von Josef Wlha (1845–1918) aus der Zeit der Publikation Otto Benndorfs vom Ende des 19. Jahrhunderts verfügbar, die auch noch teilweise für die Beilage der Publikation von Fritz Eichler herangezogen wurden. Benndorf selbst hatte für seine Publikation nicht auf Fotografien, sondern auf Radierungen zurückgegriffen.